# Der Schauspieldirektor
Der Schauspieldirektor (KV 486) ist ein Singspiel in einem Aufzug von Wolfgang Amadeus Mozart. Das Libretto verfasste Johann Gottlieb Stephanie d. J. Die Uraufführung fand am 7. Februar 1786 in der Orangerie des Schlosses Schönbrunn in Wien statt.

## Allgemeines
Den Auftrag für dieses Werk bekam Mozart von Kaiser Joseph II. anlässlich eines Besuches des mit der Erzherzogin Marie Christine verheirateten niederländischen Generalgouverneurs. Das „Frühlingfest an einem Wintertage“ fand in der Schönbrunner Orangerie statt. Die Idee zur Handlung, eine Komödie über das Theater und seine Stars zu schreiben, stammt angeblich vom Kaiser selbst, um dem deutschen Singspiel zu mehr Renommee zu verhelfen. Das Stück wurde gemeinsam mit Antonio Salieris Oper Prima la musica e poi le parole uraufgeführt, die ein ganz ähnliches Thema behandelt und den Vorzug des Publikums genoss.
Der Musikanteil des Einakters ist mit rund zwanzig Minuten verhältnismäßig gering. Neben der Ouvertüre finden sich lediglich vier Gesangsnummern (eine Arietta, ein Rondo, ein Terzett und der Schlussgesang), sonst überwiegen gesprochene Dialoge. Vor allem wegen der vielen Anspielungen auf inzwischen längst vergessene Theaterstücke der damaligen Zeit wird der Dialogtext bei heutigen Aufführen meist komplett neugestaltet.
Teile des Werks wurden in eine zweiaktige deutsche Bearbeitung von Domenico Cimarosas Farsa L’impresario in angustie eingebunden, die erstmals 1797 in Weimar gezeigt wurde und anschließend in ganz Deutschland erfolgreich war.

## Handlung
Der Schauspieldirektor Frank muss eine neue Darstellertruppe zusammenstellen und sich dabei mit den Eigenheiten und Rivalitäten der Schauspieler und Sänger auseinandersetzen. Zusätzlich sieht er sich mit wirtschaftlichen Schwierigkeiten konfrontiert, die schließlich durch den Bankier Eiler ausgeräumt werden können: Allerdings unter der Bedingung, dass im Gegenzug Eilers Geliebte Madame Pfeil auch ein Engagement erhält. Nacheinander treten nun die einzelnen Künstler auf und liefern vor dem Impresario Frank Proben ihres Könnens ab. Während die Schauspieler Kostproben aus bekannten Stücken der Zeit geben, nimmt Madame Herz dies zum Anlass, eine pathetische Arietta („Da schlägt die Abschiedsstunde“) zu Gehör zu bringen, wohingegen Mademoiselle Silberklang mit einem Rondo („Bester Jüngling“) zu bestechen versucht. Als die Sprache danach auf die Gagen kommt, entlädt sich die offene Konkurrenz unter den Beteiligten in einem Terzett („Ich bin die erste Sängerin“), weil niemand dem anderen ein höheres Gehalt (und die damit ausgedrückte Anerkennung) gönnt. Schließlich droht Frank, das gesamte Unternehmen abzublasen, sollten sich die Akteure nicht einigen können. Daraufhin verzichtet auch Buff, nachdem er zuvor zum ersten Buffo ernannt worden ist, auf eine besondere Stellung innerhalb der Truppe. Im Schlussgesang kommen alle überein, dass kein Künstler sich über den anderen stellen und man das Publikum allein entscheiden lassen solle, wer der beste sei.

## Premierenbesetzung
| Rolle                    | Premierenbesetzung am 7. Februar 1786 |
| ------------------------ | ------------------------------------- |
| Frank                    | Johann Gottlieb Stephanie d. J.       |
| Eiler                    | Johann Franz Hieronymus Brockmann     |
| Buff                     | Joseph Weidmann                       |
| Monsieur Vogelsang       | Josef Valentin Adamberger             |
| Madame Herz              | Aloisia Lange                         |
| Mademoiselle Silberklang | Catarina Cavalieri                    |
| Herz                     | Joseph Lange                          |
| Madame Pfeil             | Anna Maria Stephanie                  |
| Madame Krone             | Johanna Sacco                         |
| Madame Vogelsang         | Maria Anna Adamberger                 |